# NGC 416
NGC 416 là một cụm sao mở nằm trong chòm sao Đỗ Quyên. Nó được phát hiện vào ngày 5 tháng 9 năm 1826 bởi James Dunlop. Nó được Dreyer mô tả là "mờ nhạt, khá nhỏ, tròn, dần dần sáng hơn ở giữa". Ở khoảng cách khoảng 61.000 ± 3.000 pc (199.000 ± 9.800 ly), nó nằm trong Đám mây Magellan nhỏ.